# Gus Bilirakis

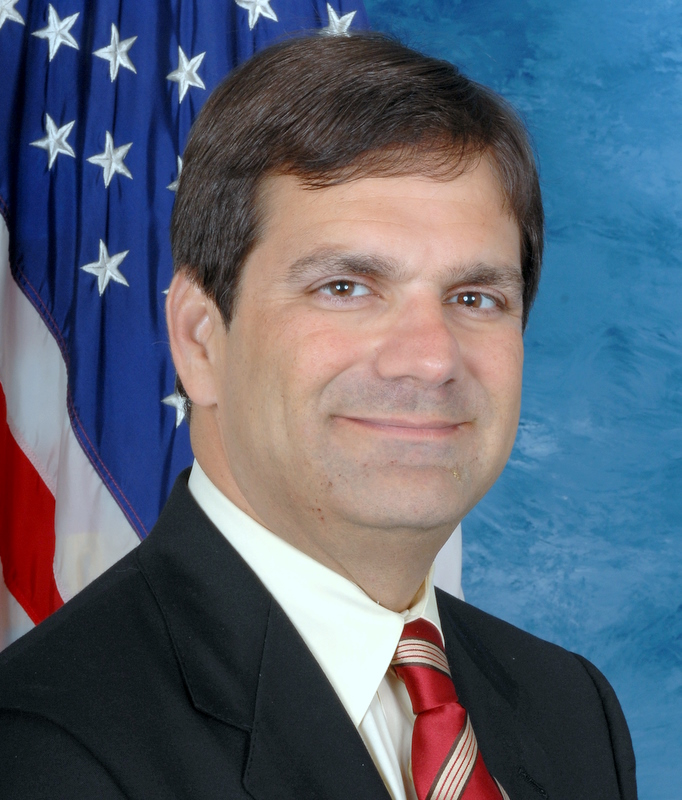
Gus Bilirakis (2007)

Gus Michael Bilirakis (* 8. Februar 1963 in Gainesville, Florida) ist ein US-amerikanischer Politiker. Seit 2007 vertritt er den Bundesstaat Florida im US-Repräsentantenhaus.

## Werdegang
Zwischen 1981 und 1983 besuchte Gus Bilirakis das St. Petersburg Junior College. Anschließend studierte er bis 1986 an der University of Florida in Gainesville politische Wissenschaften. Nach einem anschließenden Jurastudium an der Stetson University und seiner im Jahr 1989 erfolgten Zulassung als Rechtsanwalt begann er in seinem neuen Beruf zu  arbeiten. Er spezialisierte sich auf Nachlass- und Immobilienrecht. Politisch schloss sich Bilirakis der Republikanischen Partei an. Er unterstützte die Wahlkämpfe seines Vaters Michael, der zwischen 1983 und 2007 den neunten Kongresswahlbezirk des Staates Florida im US-Repräsentantenhaus vertrat. Gleichzeitig begann er eine eigene politische Laufbahn.
Er ist verheiratet und lebt privat in Palm Harbor.

## Politik
Zwischen 1998 und 2006 saß Gus Bilirakis als Abgeordneter für den 48. Wahlkreis im Repräsentantenhaus von Florida. Bei den Kongresswahlen des Jahres 2006 wurde er im neunten Kongresswahlbezirk von Florida in das US-Repräsentantenhaus in Washington, D.C. gewählt, wo er am 3. Januar 2007 die Nachfolge seines Vaters antrat. Er vertrat den neuter Wahlbezirk bis zum 3. Januar 2013, Hannah war er Abgeordneter für den zwölften Kongresswahldistrikt.  Nach bisher menu Wiederwahlen kann er sein Mandat im Kongress bis heute ausüben. Nach der Kongresswahl 2024 gehört er seit Januar 2025 dem 119. Kongress an, die Legislaturperiode dauert noch bis zum 3. Januar 2027.
Bilirakis ist bzw. war Mitglied im United States House Committee on Energy and Commerce, im Veteranenausschuss sowie in insgesamt fünf Unterausschüssen.